# Radio PM
Radio PM (Power Music FM) – lokalna rozgłośnia radiowa o niewielkim zasięgu z siedzibą w Kwidzynie, nadająca od czerwca 1995 r. do maja 2002 r. na częstotliwości 94,8 MHz i od października 2003 r. do grudnia 2004 r. na częstotliwości 88,6 MHz.
Redaktorem naczelnym stacji był Leszek Teofilak. Oficjalnym nadawcą było Przedsiębiorstwo Usługowo-Handlowe „INTER PM” Sp. z o.o..
W radiu można było słuchać informacji z regionu Dolnego Powiśla. Program docierał m.in. do Kwidzyna, Grudziądza, Starogardu Gdańskiego, Malborka, Tczewa, Gniewu, Łasina, Prabut, Susza, Sztumu i Nowego.
Po trwającej blisko półtora roku przerwie w emisji programu, dnia 26 kwietnia 2006 roku KRRiT ostatecznie cofnęła stacji koncesję na nadawanie programu.